# 桐淮站
桐淮站是郑州地铁5号线与6号线的地铁换乘站，位于中华人民共和国河南省郑州市中原区桐柏南路与淮河西路交叉口，5号线部分于2019年5月20日投入运营，6号线部分于2024年11月30日投入运营。

## 车站结构
桐淮站分为5号线车站和6号线车站两部分，5号线车站主体位于桐柏南路地下，呈南北向布置，6号线车站主体位于5号线车站以西的淮河西路地下，呈东西向布置，与5号线车站形成“T”形交叉。

### 车站楼层
桐淮站5号线车站为地下二层车站，B1层為站廳层，B2層為5号线站台层。6号线车站为地下三层车站，B1层為站廳层，B3层为6号线站台层。

#### 5号线车站楼层
| 1F  | 地面     | A-D出入口                                                         | A-D出入口                                                         | A-D出入口                                                         |
| B1F | 站厅     | 客服中心、自动售票机、行李检查、闸机、车站控制室 连通 █ 6号线站厅 | 客服中心、自动售票机、行李检查、闸机、车站控制室 连通 █ 6号线站厅 | 客服中心、自动售票机、行李检查、闸机、车站控制室 连通 █ 6号线站厅 |
| B2F | █ 5号线  | 内环方向（陇海西路）                                              | 内环方向（陇海西路）                                              | 内环方向（陇海西路）                                              |
| B2F | 岛式站台 |                                                                   | 至站厅 至 █ 6号线站台                                             | 卫生间                                                            |
| B2F | █ 5号线  | 外环方向（后河芦）                                                | 外环方向（后河芦）                                                | 外环方向（后河芦）                                                |

#### 6号线车站楼层
| 1F  | 地面     | E、F出入口                                                        | E、F出入口                                                        | E、F出入口                                                        |
| B1F | 站厅     | 客服中心、自动售票机、行李检查、闸机、车站控制室 连通 █ 5号线站厅 | 客服中心、自动售票机、行李检查、闸机、车站控制室 连通 █ 5号线站厅 | 客服中心、自动售票机、行李检查、闸机、车站控制室 连通 █ 5号线站厅 |
| B3F | █ 6号线  | 往清华附中方向（嵩淮）                                            | 往清华附中方向（嵩淮）                                            | 往清华附中方向（嵩淮）                                            |
| B3F | 岛式站台 | 至 █ 5号线站台                                                    | 至站厅                                                            | 卫生间                                                            |
| B3F | █ 6号线  | 往贾峪方向（卧龙岗）                                              | 往贾峪方向（卧龙岗）                                              | 往贾峪方向（卧龙岗）                                              |

### 站厅
桐淮站的5号线车站和6号线车站各设1座站厅，均位于B1层，各设有客服中心和自动售票机等设施。站厅由闸机和栏杆分隔为付费区和非付费区，付费区位于5号线站厅的西部和6号线站厅的南部，6号线站厅的东端与5号线站厅连通，付费区和非付费区均互相连接。两座站厅的付费区内均设有自动扶梯、步梯和无障碍电梯，连接对应的站台。6号线站厅的F口道通处设卫生间和母婴室。
6号线站厅的东端与5号线站厅连通。

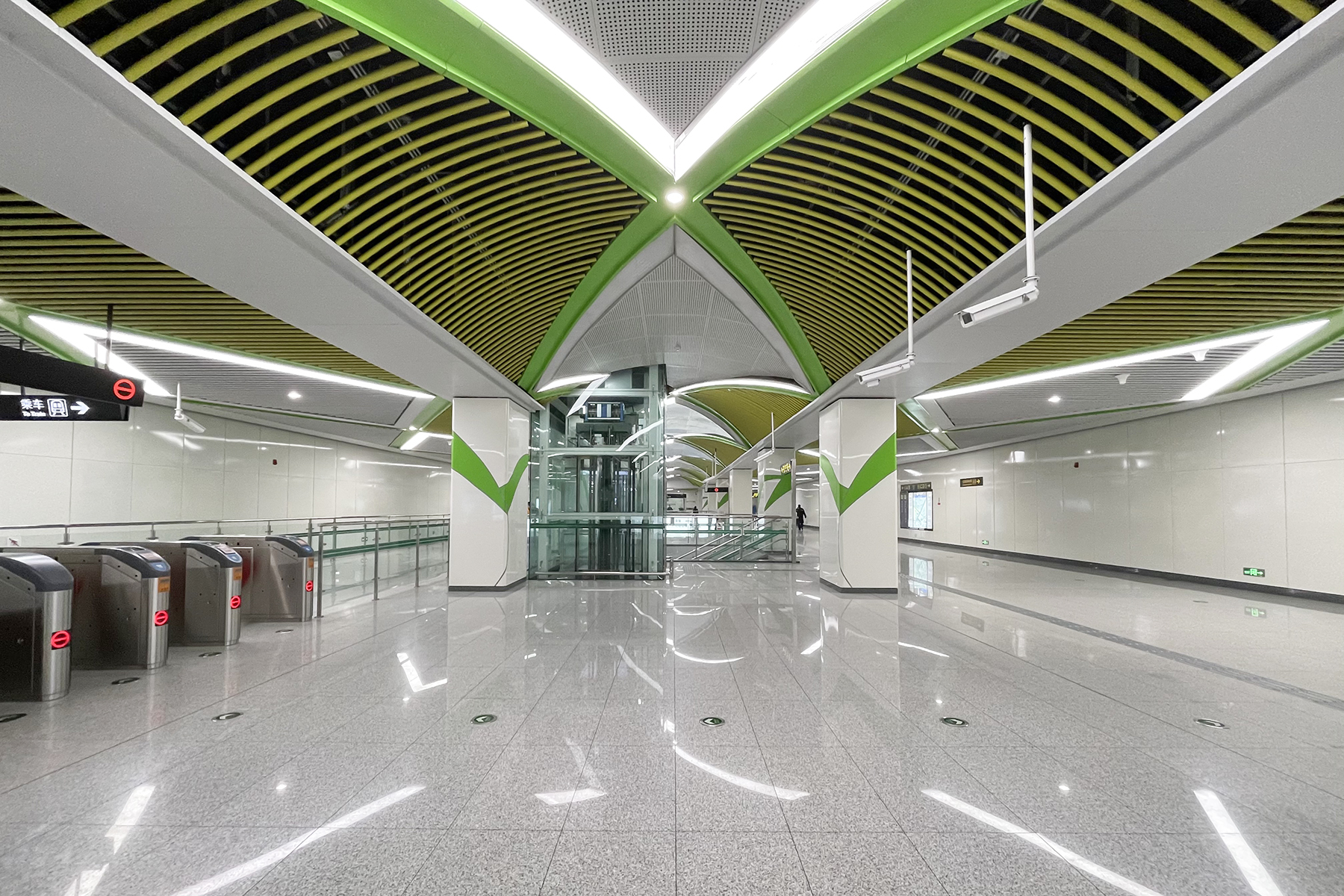
5号线站厅
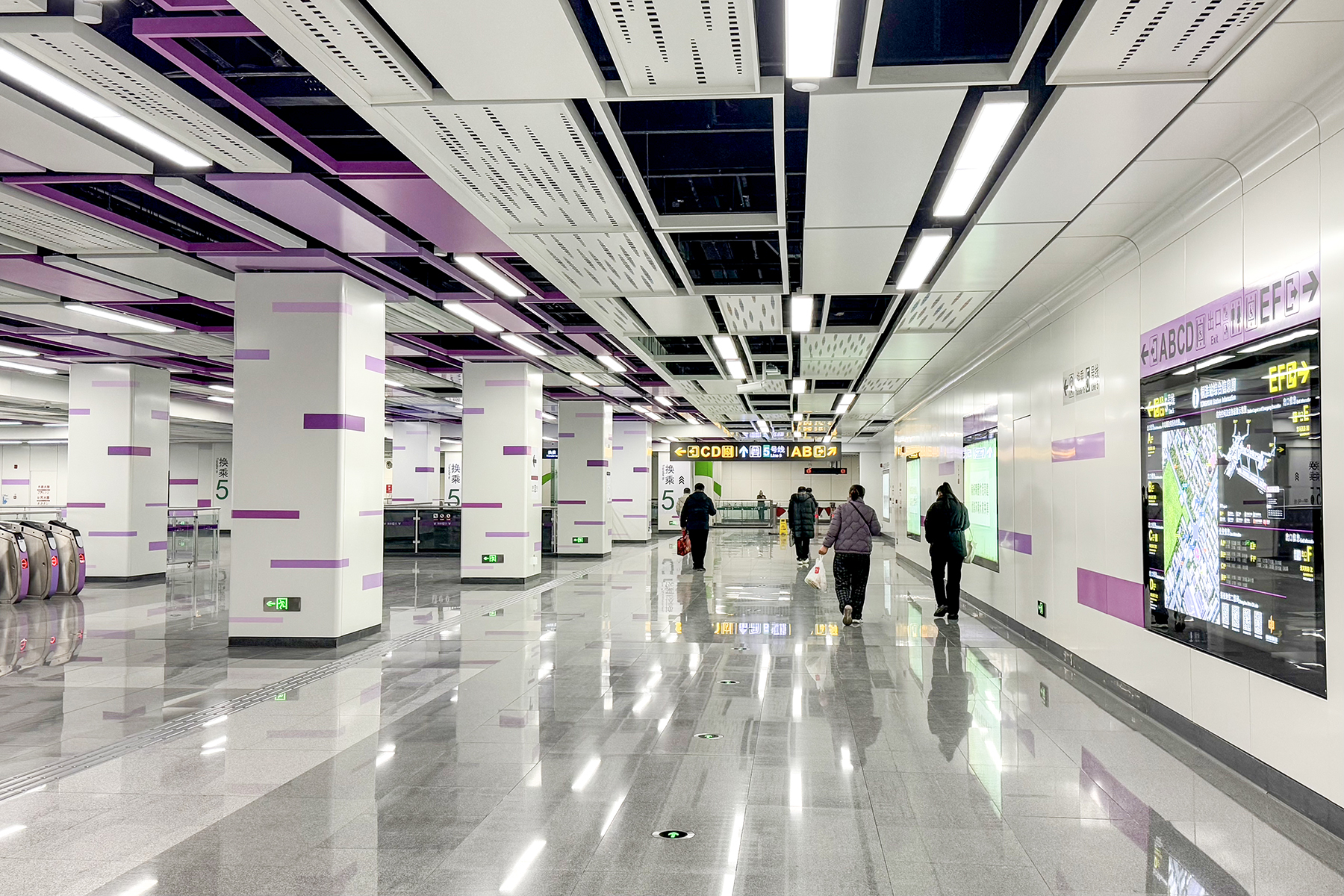
6号线站厅
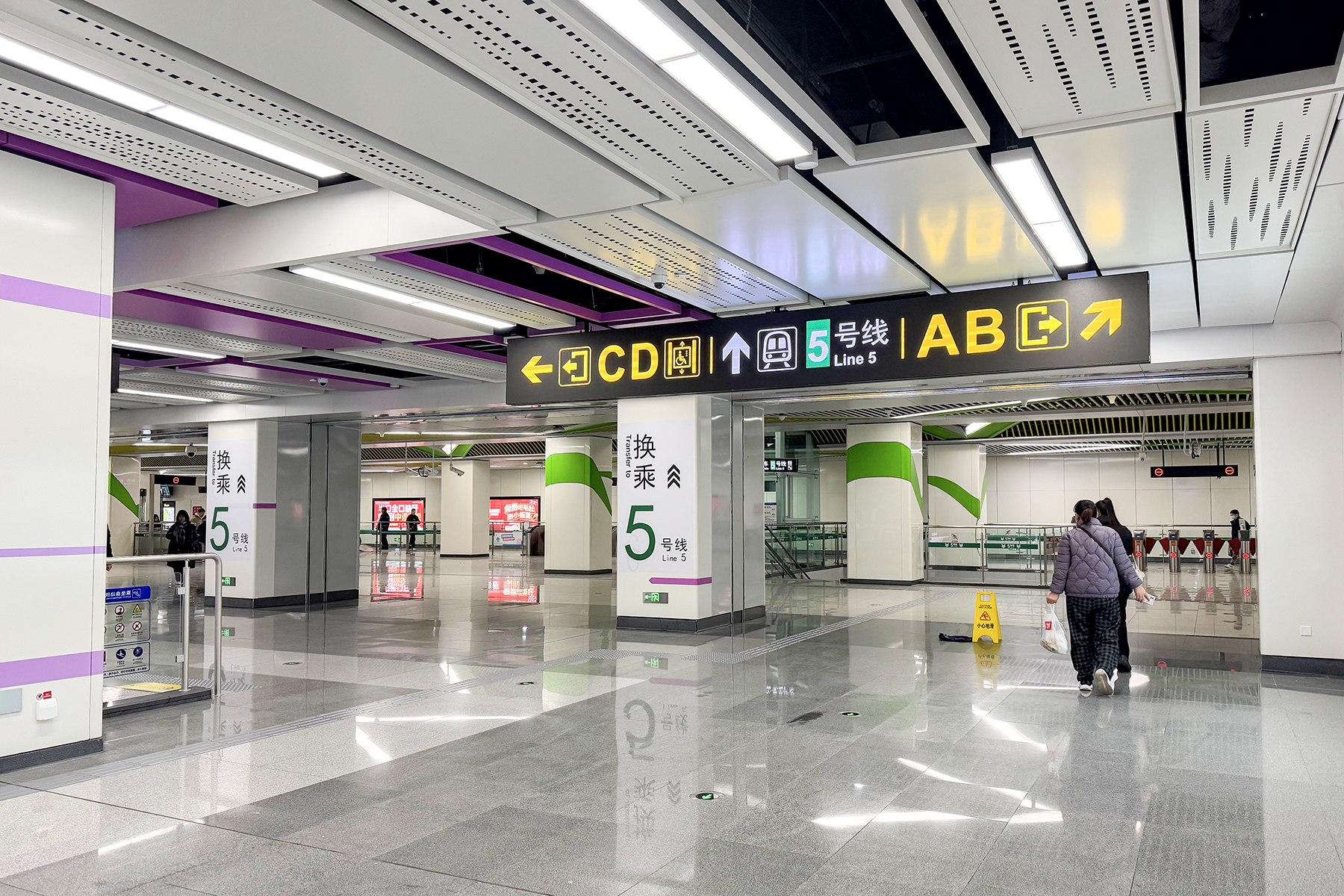
6号线站厅东端与5号线站厅连通处

### 站台
桐淮站的5号线车站和6号线车站各设1座岛式站台，均安装有高站台门。5号线站台位于B2层，呈南北向，西侧站台面由外环方向列车的使用，东侧站台面由内环方向的列车使用，站台南端设卫生间和母婴室。6号线站台呈东西向，北侧站台面由贾峪方向列车的使用，南侧站台面由清华附中方向的列车使用，站台西端设卫生间和母婴室。两座岛式站台呈“T”形交叉，5号线站台的中部设有换乘楼梯，与6号线站台东端相连，形成T形换乘节点。

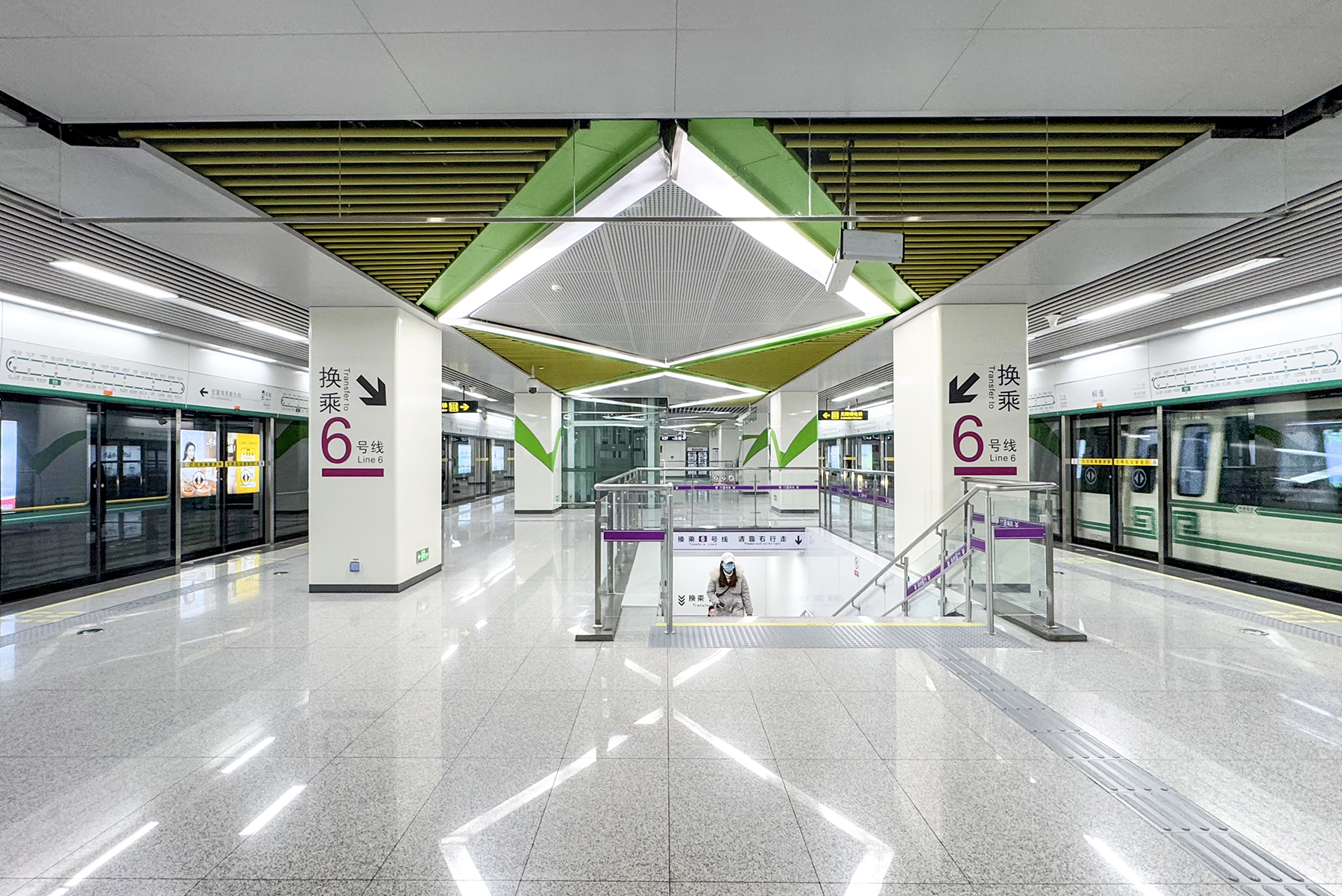
5号线站台中部的换乘楼梯
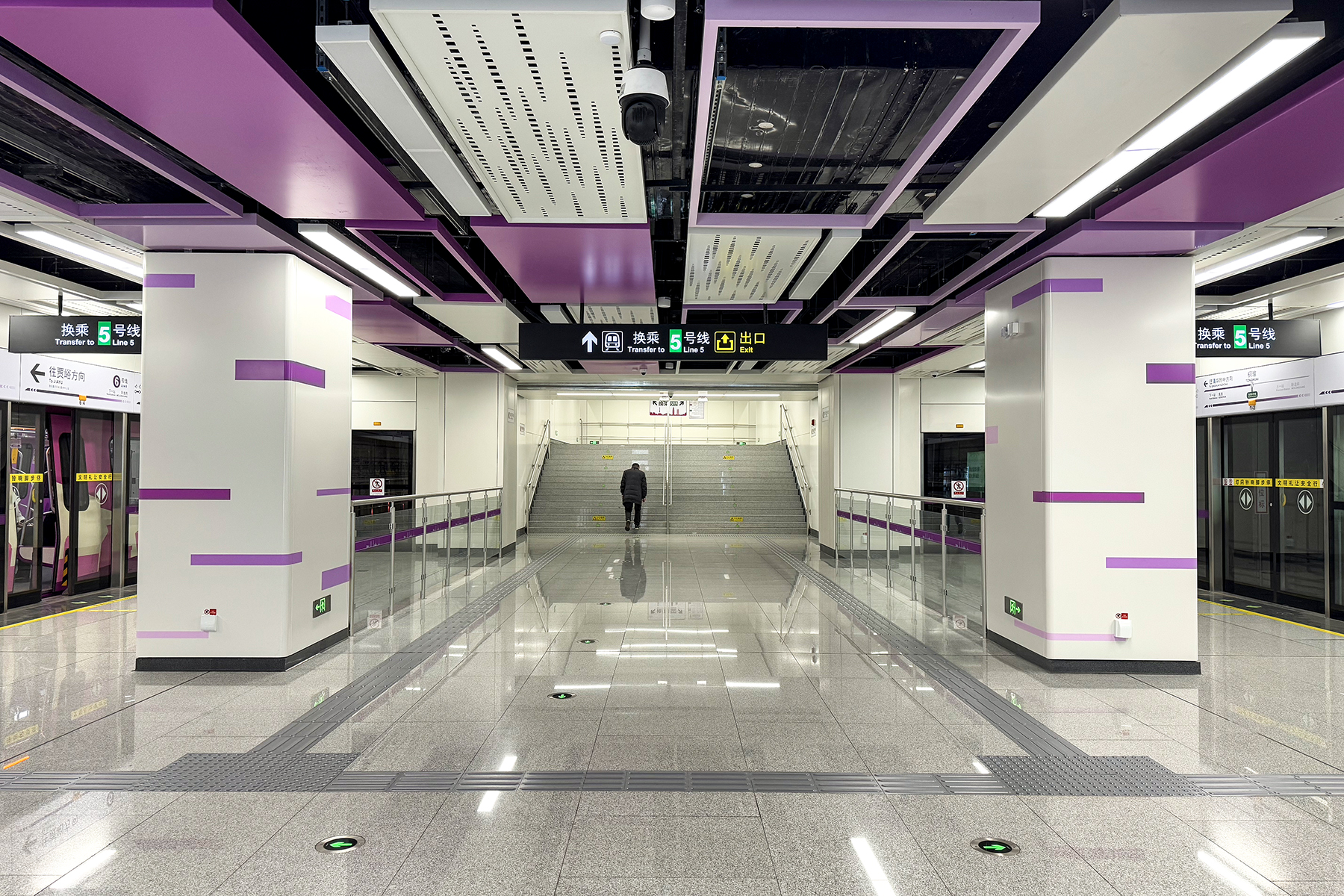
6号线站台东端的换乘通道
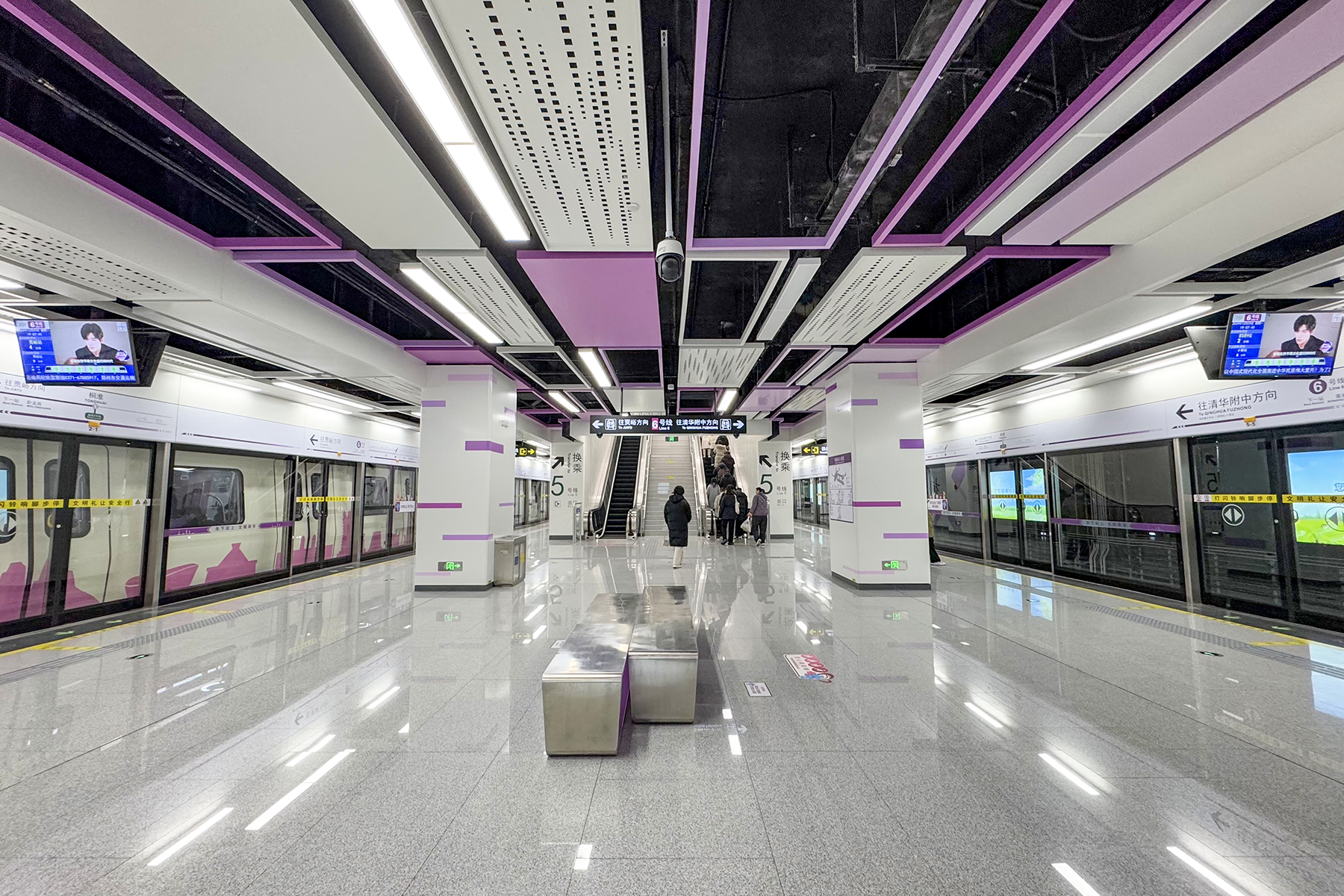
6号线站台

### 出入口
桐淮站设有6个出入口，其中A-D口连接地面和5号线站厅，E、F口连接地面和6号线站厅，C口和E口设有无障碍电梯。各出入口信息如下：
| 桐柏路淮河路 | 桐柏路淮河路     | 桐柏路淮河路 | 桐柏路淮河路   | 桐柏路淮河路 |
| 编号         | 路线             | 路线         | 路线           | 备注         |
| ------------ | ---------------- | ------------ | -------------- | ------------ |
| G9           | 花园口村公交站   | ⇆            | 航海路秦岭路   |              |
| 20           | 尖岗村           | ⇆            | 火车站西广场   |              |
| G63          | 八卦庙公交站     | ⇆            | 中州大道农业路 |              |
| 66           | 后仓村           | ⇆            | 嵩山路南三环   |              |
| 111          | 百荣世贸商城北门 | ⇆            | 昆仑路陇海路   |              |
| 252          | 椰风路公交站     | ⇆            | 市农业局       |              |
| B101         | 电厂路公交站     | ⇆            | 石化路公交站   |              |

| 桐柏路淮河路 | 桐柏路淮河路   | 桐柏路淮河路 | 桐柏路淮河路 | 桐柏路淮河路 |
| 编号         | 路线           | 路线         | 路线         | 备注         |
| ------------ | -------------- | ------------ | ------------ | ------------ |
| G9           | 花园口村公交站 | ⇆            | 航海路秦岭路 |              |
| 66           | 后仓村         | ⇆            | 嵩山路南三环 |              |
| 203          | 建设西路凯旋路 | ⇆            | 汽车客运南站 |              |
| B101         | 电厂路公交站   | ⇆            | 石化路公交站 |              |

| 淮河路桐柏路 | 淮河路桐柏路     | 淮河路桐柏路 | 淮河路桐柏路 | 淮河路桐柏路 |
| 编号         | 路线             | 路线         | 路线         | 备注         |
| ------------ | ---------------- | ------------ | ------------ | ------------ |
| 111          | 百荣世贸商城北门 | ⇆            | 昆仑路陇海路 |              |
| 210          | 兴国路公交站     | ⇆            | 花寨公交站   |              |
| S115         | 嵩山北路农业路   | ⇆            | 淮河路伏牛路 |              |
| S178         | 环翠路公交站     | ⇆            | 陇海路西三环 |              |
| Y2           | 郑密路公交站     | ⇆            | 火车站北港湾 | 夜间服务     |

## 车站装饰
郑州地铁5号线规划有18座换乘站，在装修设计上分别以河南省的18个地级市的特色为主题。桐淮站为平顶山特色站，在5号线站厅内西侧墙面上设有以“玉鹰献瑞”为主题的文化墙。文化墙分两块布置，主题来源于中原地区早期文化——古应国文明，选取古应国鹰形玉鹰和图腾文化展开创作，白色金属材质呈现出层层羽毛张开的效果，使两幅作品共同展现了雄鹰展翅之势。作品将文物鹰形玉鹰的文化形象分饰在两幅画面中，一幅展现古应国的繁荣意向，另一幅展现河南现代城市街景。
与大多数郑州地铁车站一样，桐淮站的站台上设有站名书法大字壁，其中5号线的站名由中国书法家协会名誉主席张海题写，6号线的站名由清华大学美术学院教授王宏剑题写。

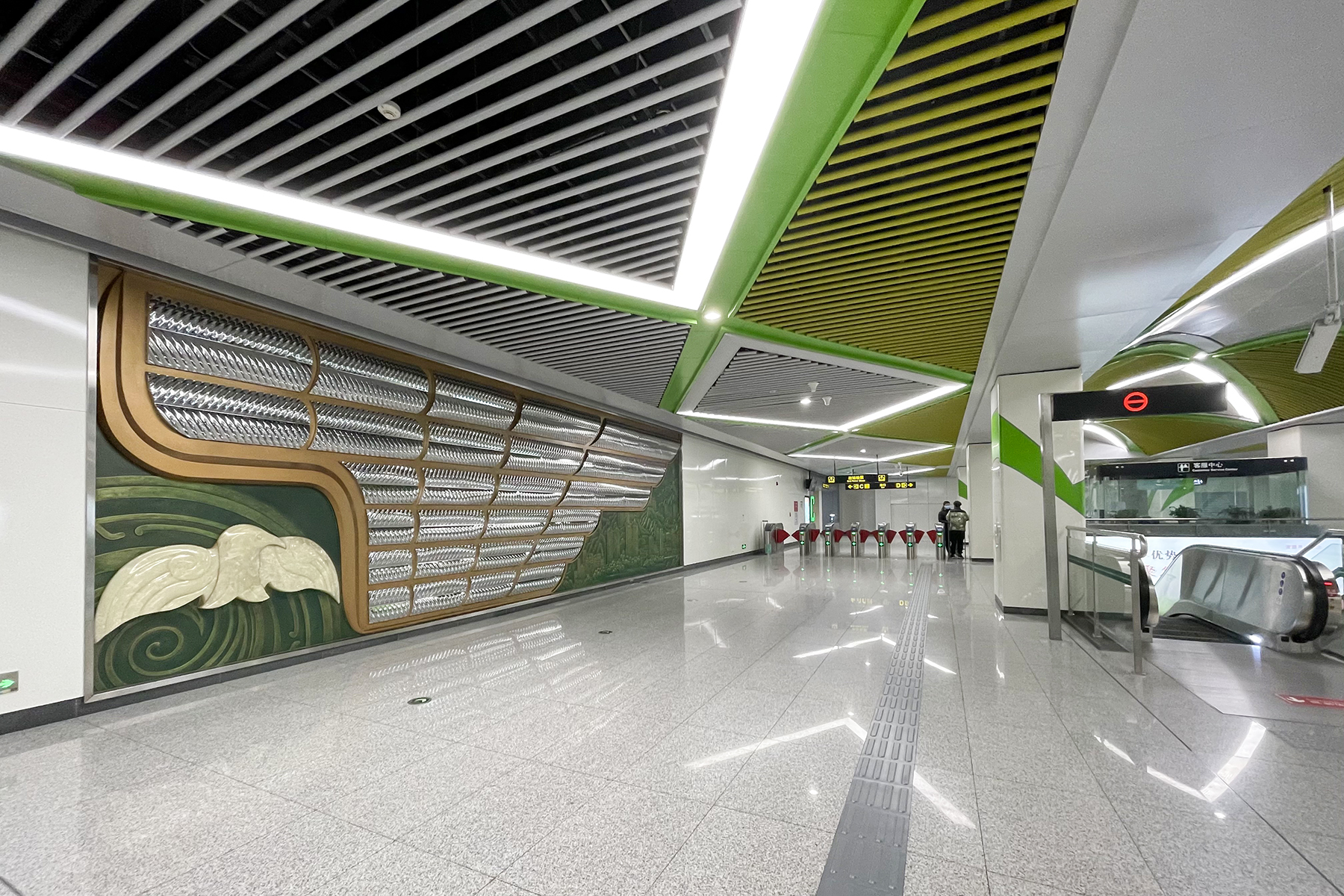
5号线站厅内的文化墙（北）
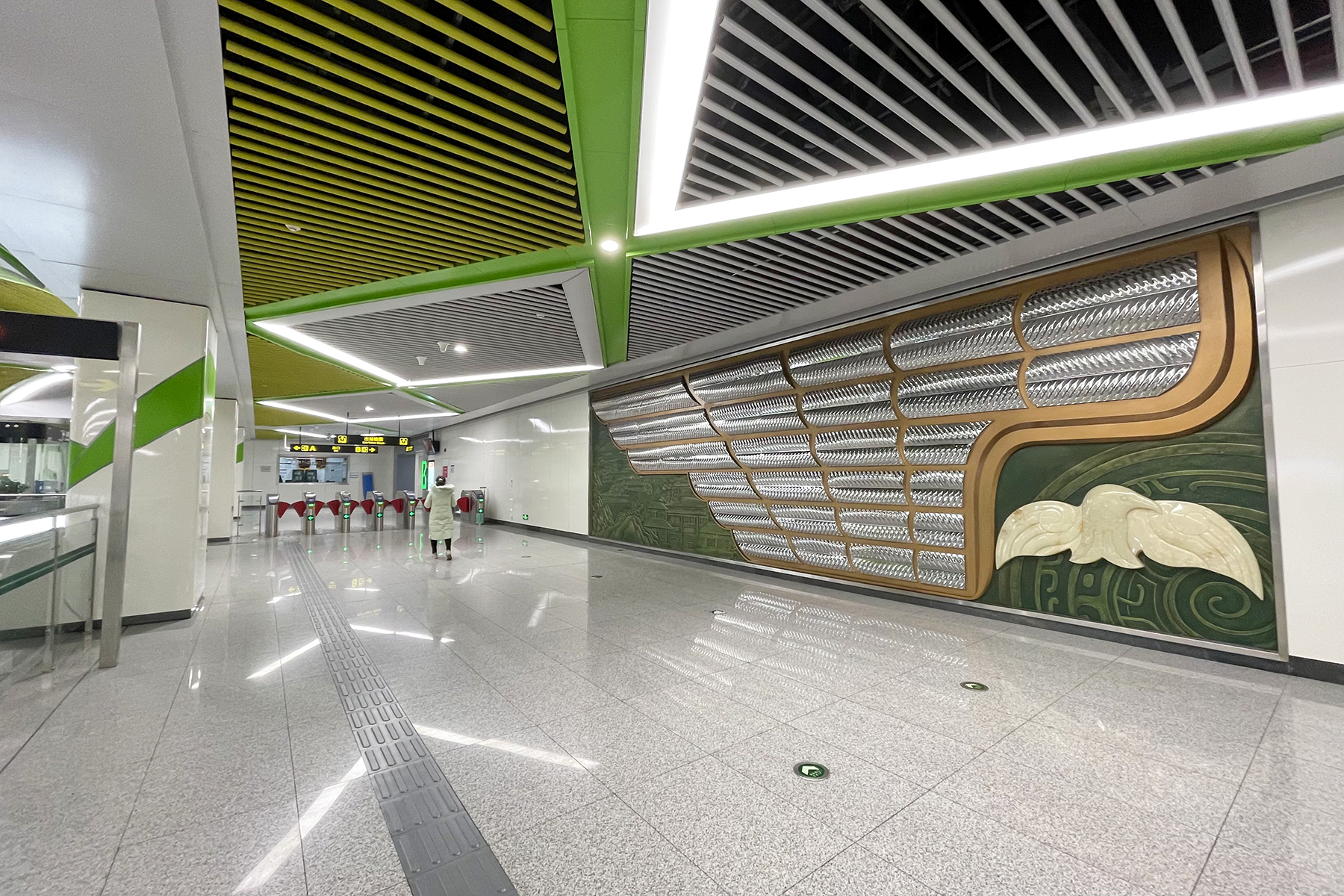
5号线站厅内的文化墙（南）
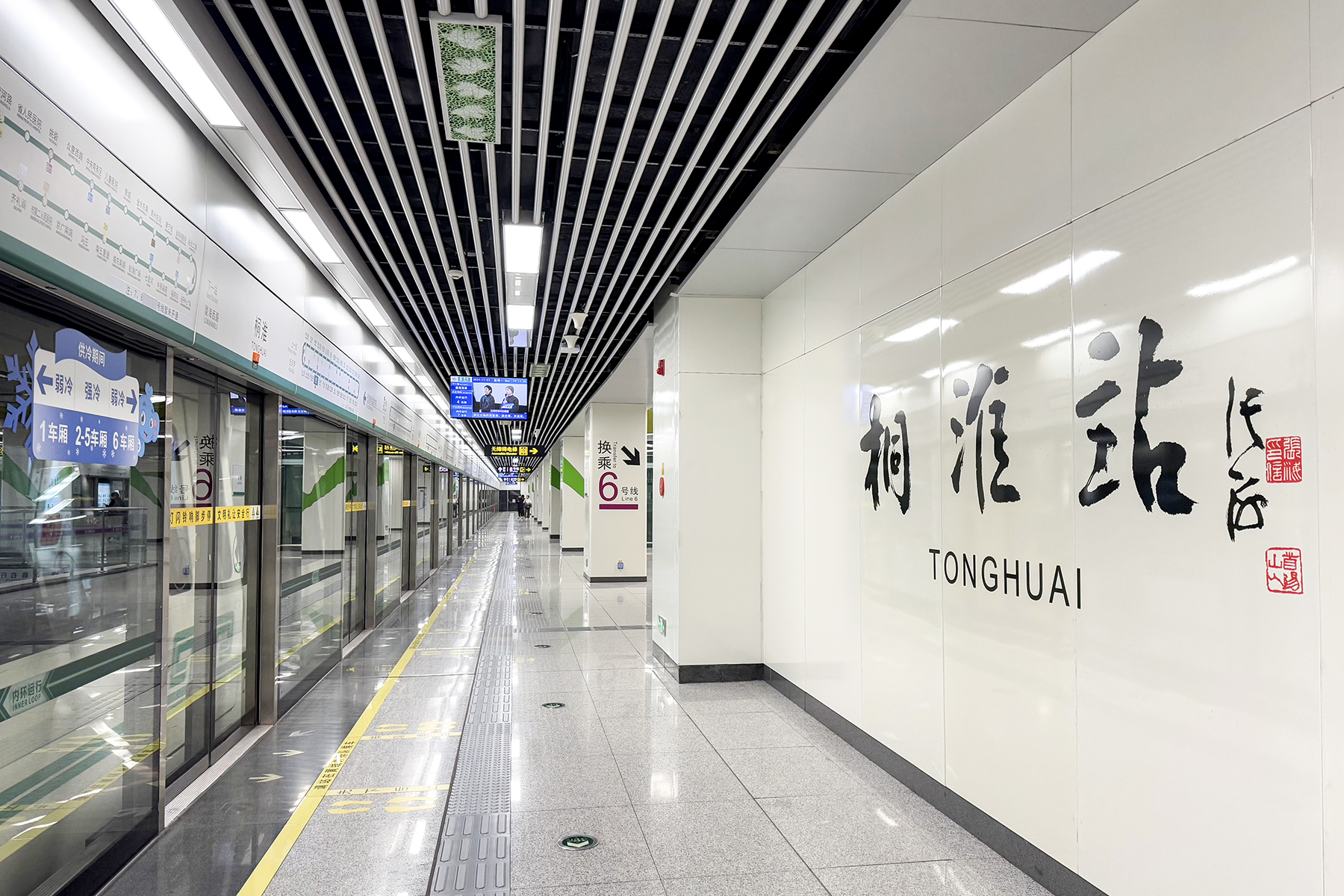
5号线站台上的站名大字壁
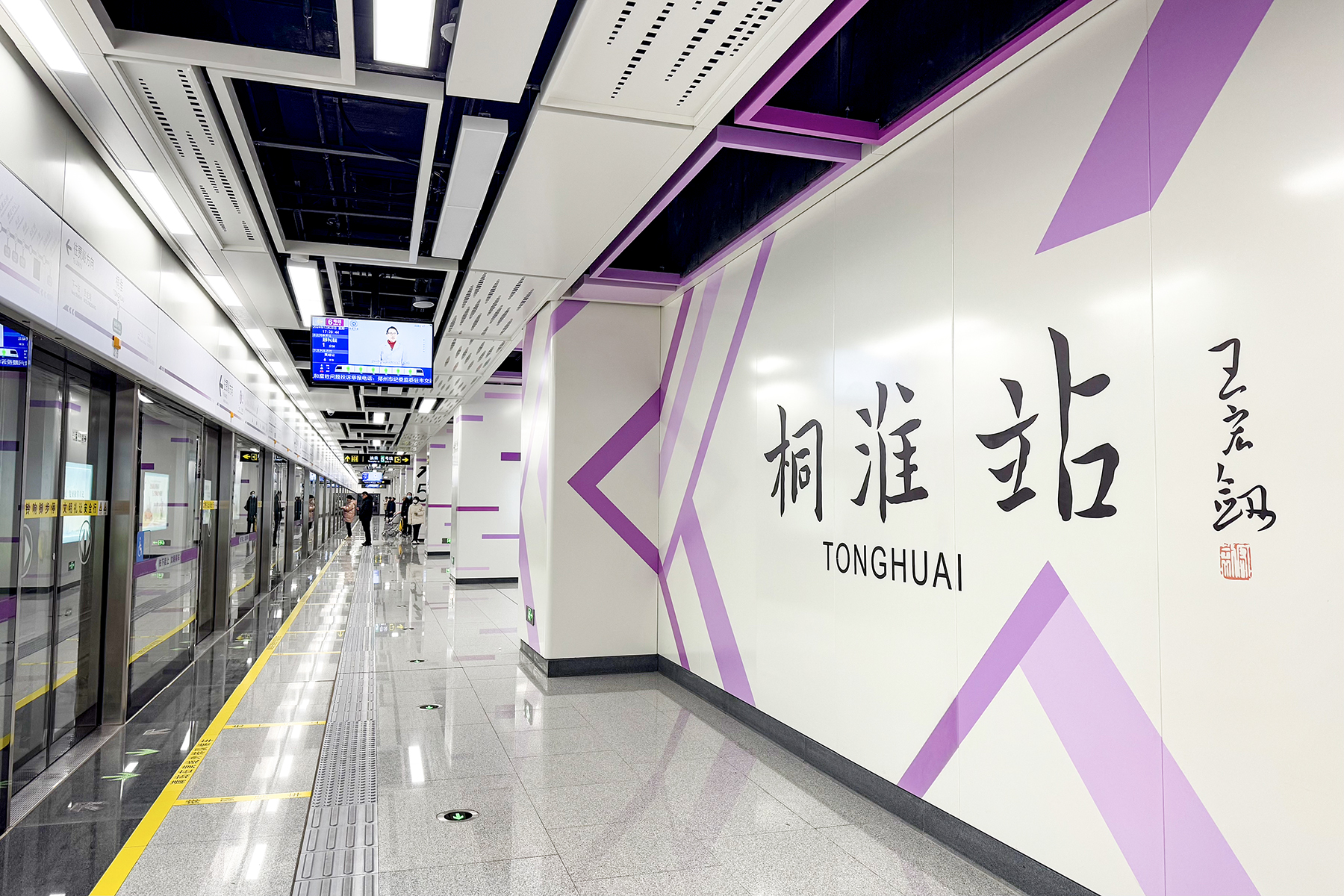
6号线站台上的站名大字壁

## 历史
桐淮站于2019年5月20日随郑州地铁5号线开通运营而启用。2024年11月30日，郑州地铁6号线一期东北段开通运营，桐淮站成为5号线和6号线的两座换乘站之一。